# 単位一覧
単位一覧（たんいいちらん）は、様々な単位を列挙したものである。

## 計量単位
計量単位、計量単位一覧、計量法に基づく計量単位一覧を参照。

## 計量単位以外の単位

### 音楽
- オクターブ
- デカート
- セント
- 小節
- BPM（音楽のビートカウント）

### 画像入出力
- ピクセル
- ドット
- ライン
- dpi
- lpi
- ppi

### 情報・通信
- ビット（2進数の桁数、および底が2のときの情報量の単位)
- ナット（e進数の桁数、および底がeのときの情報量の単位)
- ディット（10進数の桁数および、底が10のときの情報量の単位)
- シャノン (底が2のときの情報量の単位。シャノンISO推奨だが現在はビットのほうが一般的)
- ハートレー (底が10のときの情報量の単位。ハートレーはISO推奨だが現在はディットのほうが一般的)
- バイト
- ワード
- オクテット
- ビット毎秒(bps)（ビット転送レート。ボーbaudと混同しやすい）
- ボー
- MIPS
- FLOPS
- パーセントポイント（ポイント）

### 発電
- ワットピーク(Wp)（太陽光発電や風力発電などの設備容量の表記に用いられる）

### 心理学
- フォン

### 競馬
- ハロン（1ハロンは201.168m）

## 通貨単位
- 円/銭
- ドル
- バーツ
- ユーロ
- UKポンド
- ウォン
- フラン
- クローネ
- ドゥカート
- フローリン（グルデン）
- 元：人民元・ニュー台湾ドル（台湾元）

## 学校における単位
学校制度における単位（en:Course credit）とは、学校における「科目ごとの学習量」
である。詳細は、単位#学校制度、学年制と単位制を参照のこと。

## 2進接頭辞
コンピュータ関連では2進接頭辞も使用される。